# Christian Pätzold
Christian Pätzold (Tubinga, Baden-Wurtemberg; 24 de abril de 1944) es un actor alemán. Es más conocido por haber interpretado al jefe Friedemann Sonntag en la serie SOKO Stuttgart y al comisario Egon Tiedemann en la exitosa serie de Netflix, Dark.

## Biografía
Pätzold creció en Nagold. Tras estudiar alemán y lenguas romances en Tubinga y la Universidad Libre de Berlín, comenzó a formarse como actor en Berlín. También tocó el violín y la viola en la orquesta de danza SFB y en el Theater des Westens.
Pätzold celebró sus primeros éxitos escénicos a partir de 1968 en la Schaubühne de Berlín. Después del éxito inicial en Berlín, Pätzold apareció en muchos escenarios de Alemania y Austria.
De 2009 a 2020, Pätzold interpretó regularmente el papel de Friedemann Sonntag en la serie de televisión alemana SOKO Stuttgart. También ha aparecido en varios episodios de Tatort y Ein Fall für Zwei, así como en producciones cinematográficas.

## Filmografía seleccionada
| Año       | Título                                 | Personaje          | Notas                          |
| --------- | -------------------------------------- | ------------------ | ------------------------------ |
| 2017-2020 | Dark                                   | Egon Tiedemann     | 12 episodios; serie de Netflix |
| 2015      | Täterätää! Die Kirche bleibt im Dorf 2 |                    | Película                       |
| 2013-2018 | Die Kirche bleibt im Dorf              |                    | Serie de televisión            |
| 2013      | Die Holzbaronin                        |                    |                                |
| 2012      | Die Kirche bleibt im Dorf              |                    | Película                       |
| 2009      | Doktor Martin                          |                    | Serie de televisión            |
| 2009-2019 | SOKO Stuttgart                         | Friedemann Sonntag | Serie de televisión            |
| 2006      | Das Geheimnis meines Vaters            |                    | Telenovela                     |
| 2004      | Tatort – Bienzle und der Taximord      |                    |                                |
| 2002      | Tatort – Bienzle und der süße Tod      |                    |                                |
| 1997      | Tatort – Bienzle und der tiefe Sturz   |                    |                                |
| 1995      | Ein Fall für zwei – Tod im Motel       |                    |                                |
| 1993      | Tator - Renis Tod                      |                    |                                |